# Rondvuur

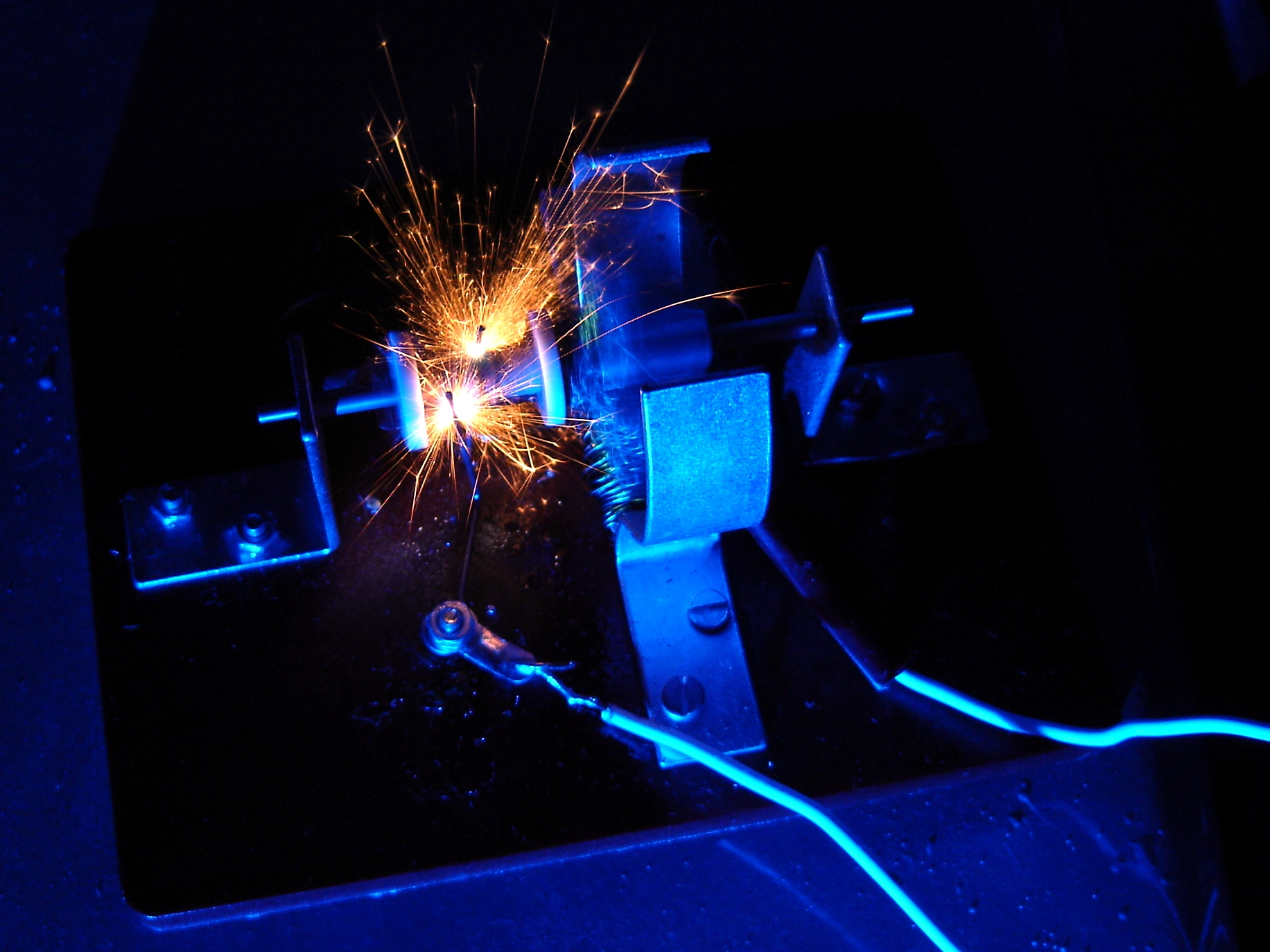
Rondvuur bij een eenvoudige elektromotor

Rondvuur is een totale kortsluiting in de commutator van een elektromotor. Het verschijnsel is zichtbaar als roterende vonkenboog rondom de commutator.
Rondvuur kan worden veroorzaakt door:
- Versleten koolborstels,
- Commutator is vervuld met (kool)stof en/of oliën,
- De motor is te zwaar belast, waardoor de ankerreactie te groot wordt.

Bij een dynamo kan rondvuur de complete machine vernielen, omdat de dynamo het rondvuur in stand houdt. Bij een elektromotor zal rondvuur tot hogere verliezen leiden en extra slijtage aan de commutator veroorzaken.